# Mordellistena callichroa ami
Mordellistena callichroa ami es una subespecie de coleóptero de la familia Mordellidae.

## Distribución geográfica
Habita en la isla de Formosa.